# Дегтярёв, Владимир Арсентьевич
Владимир Арсентьевич Дегтярёв (2 (15) июля 1903, с. Драбиновка, ныне Новосанжарский район, Полтавская область — 24 мая 1944, г. Саки) — советский военный лётчик, участник Великой Отечественной войны, Герой Советского Союза (16.05.1945). Майор (9.04.1942).
.

## Биография
Владимир Дегтярёв родился в 1903 году в селе Драбиновка Полтавской губернии (ныне в Новосанжарском районе Полтавской области) в семье крестьянина-украинца. Учился в неполной средней школе в селе Кобеляки, окончил семь классов.
С ноября 1925 года находился на срочной службе в Красной Армии, служил красноармейцем 14-го кавалерийского полка 3-й Бессарабской кавалерийской дивизии им. Г. И. Котовского в Украинском военном округе. С октября 1928 года оставался в армии на сверхсрочной службе, был старшиной и исполняющим обязанности командира взвода в отдельном кавалерийском эскадроне при 25-й Чапаевской стрелковой дивизии. В 1932 году вступил в ВКП(б).
В июле 1932 года Владимир Дегтярёв был направлен в ВВС РККА и зачислен курсантом в авиашколу. Окончил в декабре 1933 года 2-ю военную школу лётчиков имени Осоавиахима в Борисоглебске, командовал звеньями в 51-м и в 53-м авиаотрядах ВВС Ленинградского военного округа. В ноябре 1934 года весь авиаотряд был передан в Военно-Морской Флот СССР и убыл в состав Тихоокеанского флота. Там В. Дегтярёв служил в том же авиаотряде, в августе 1937 года назначен командиром 15-го отдельного авиазвена Владимиро-Ольгинского укрепрайона. В июле-августе 1938 года участвовал в боевых действиях у озера Хасан. С сентября 1938 года служил помощником командира эскадрильи и командиром звена в 115-м авиационном полку ВВС Тихоокеанского флота. В декабре 1940 года назначен командиром звена 82-й отдельной авиационной эскадрильи Дунайской военной флотилии.
С началом Великой Отечественной войны в июне 1941 года эскадрилья была передана в состав ВВС Черноморского флота, в ней В. А. Дегтярёв с первого дня войны участвовал в боевых действиях в должности заместителя командира эскадрильи. В феврале—июле 1942 года был заместителем командира эскадрильи в 116-м авиационном полку ВВС ЧФ. В июле 1942 года был переведён в 119-й морской разведывательный авиационный полк, в котором был заместителем командира и командиром эскадрильи, а с июля 1943 года до последнего дня жизни — помощником командира полка полка по лётной подготовке и воздушному бою. В 1942 году майор Дегтярёв и его подчинённые уничтожили 29 вражеских самолётов на аэродромах. За успешное выполнение боевых заданий в ходе обороны Одессы Дегтярёв, к тому моменту имевший больше 60 боевых вылетов, был награждён орденом Ленина. После этого участвовал в обороне Перекопского перешейка, в обороне Севастополя и битве за Кавказ. В ноябре 1942 года награждался орденом Красного Знамени. 

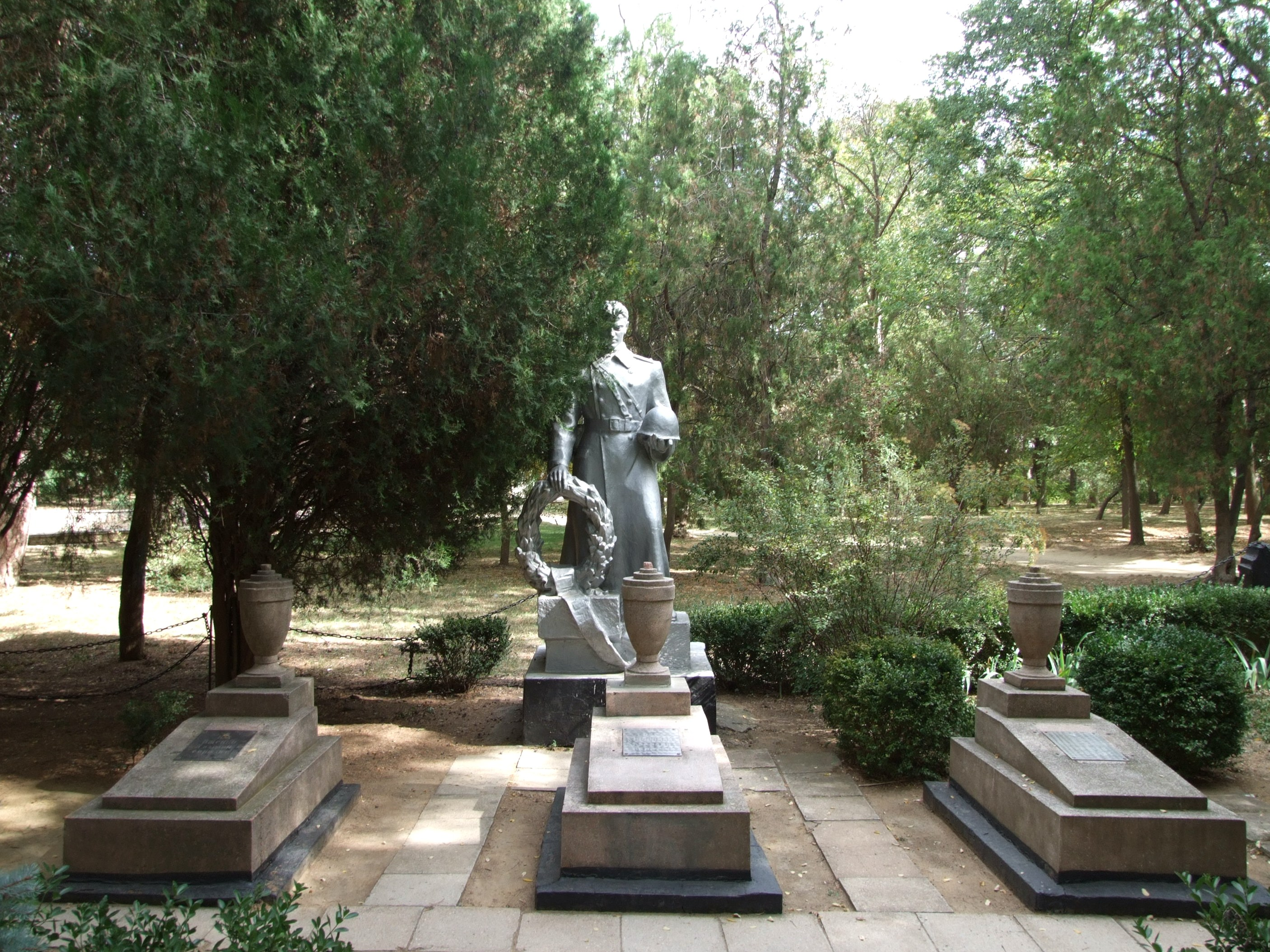
Группа из 6 одиночных могил: летчика Р.И.Либермана, радиста В. Л. Баладжаняна, радиста Н. Ф. Ищенко и летчиков Героев Советского Союза В. А. Лобозова, В. А. Дегтярева, Д. А. Старикова

К августу 1943 года помощник командира 119-го морского разведывательного авиационного полка по лётной части майор В. А. Дегтярёв совершил 402 боевых вылета на бомбардировку военных объектов, живой силы и техники противника, в том числе 301 вылет — ночной. 
Указом Президиума Верховного Совета СССР от 16 мая 1944 года майору В. А. Дегтярёву было присвоено звание Героя Советского Союза. 
Однако получить эту награду он не успел: 24 мая он погиб при катастрофе самолёта на аэродроме Саки в Крыму. К моменту гибели выполнил 414 боевых вылетов. Последним его подвигом стало участие в Крымской наступательной операции весной 1944 года, когда группа бомбардировщиков под командованием Дегтярёва получила задание разыскать и уничтожить неприятельский конвой. При выходе на цель группу Дегтярёва встретили вражеские истребители, и он, приказав остальным самолётам идти прежним курсом, принял бой с превосходящими силами противника. После подхода истребителей прикрытия майор продолжил выполнение задания и, несмотря на сильный заградительный огонь, сбросил две бомбы на самый крупный корабль конвоя, потопив его, после чего вторым заходом вывел из строя сторожевой катер противника.
Похоронен в братской могиле в городском парке города Саки.

## Награды
- Герой Советского Союза (16.05.1944)
- Два ордена Ленина (29.01.1942, 16.05.1944)
- Орден Красного Знамени (29.11.1942)
- Медаль «За оборону Одессы» (22.12.1942)[8]
- Медаль «За оборону Севастополя» (22.12.1942)[8]

## Память
- На родине Владимира Дегтярёва, в селе Драбиновка, его именем названа школа.
- В городе Саки в его память установлен обелиск[4].
- В Севастополе имя Героя высечено на Памятнике лётчикам-черноморцам.